# Ribeira (Porto)
Pour les articles homonymes, voir Ribeira.

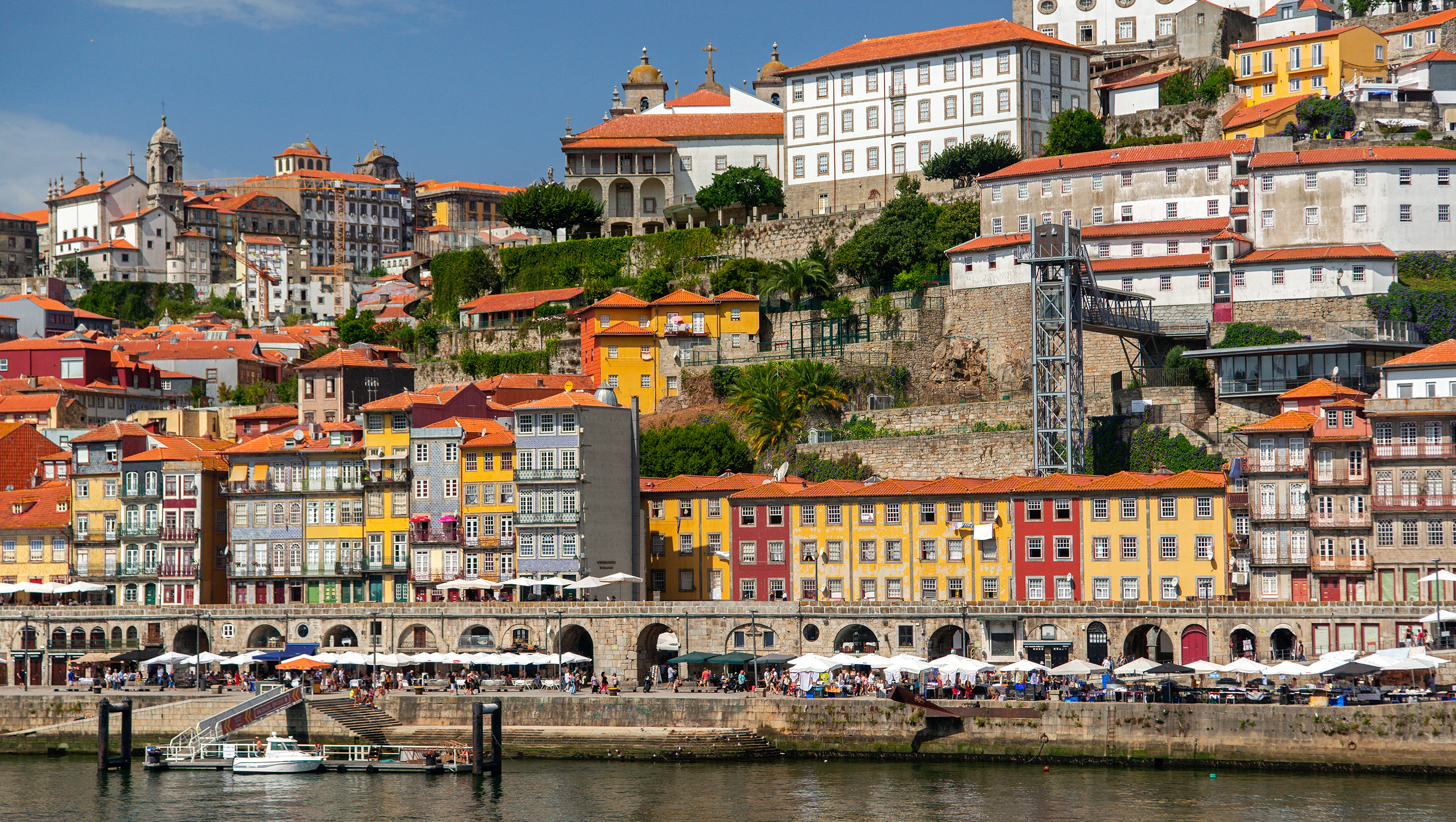
Le quartier étagé de Ribeira.

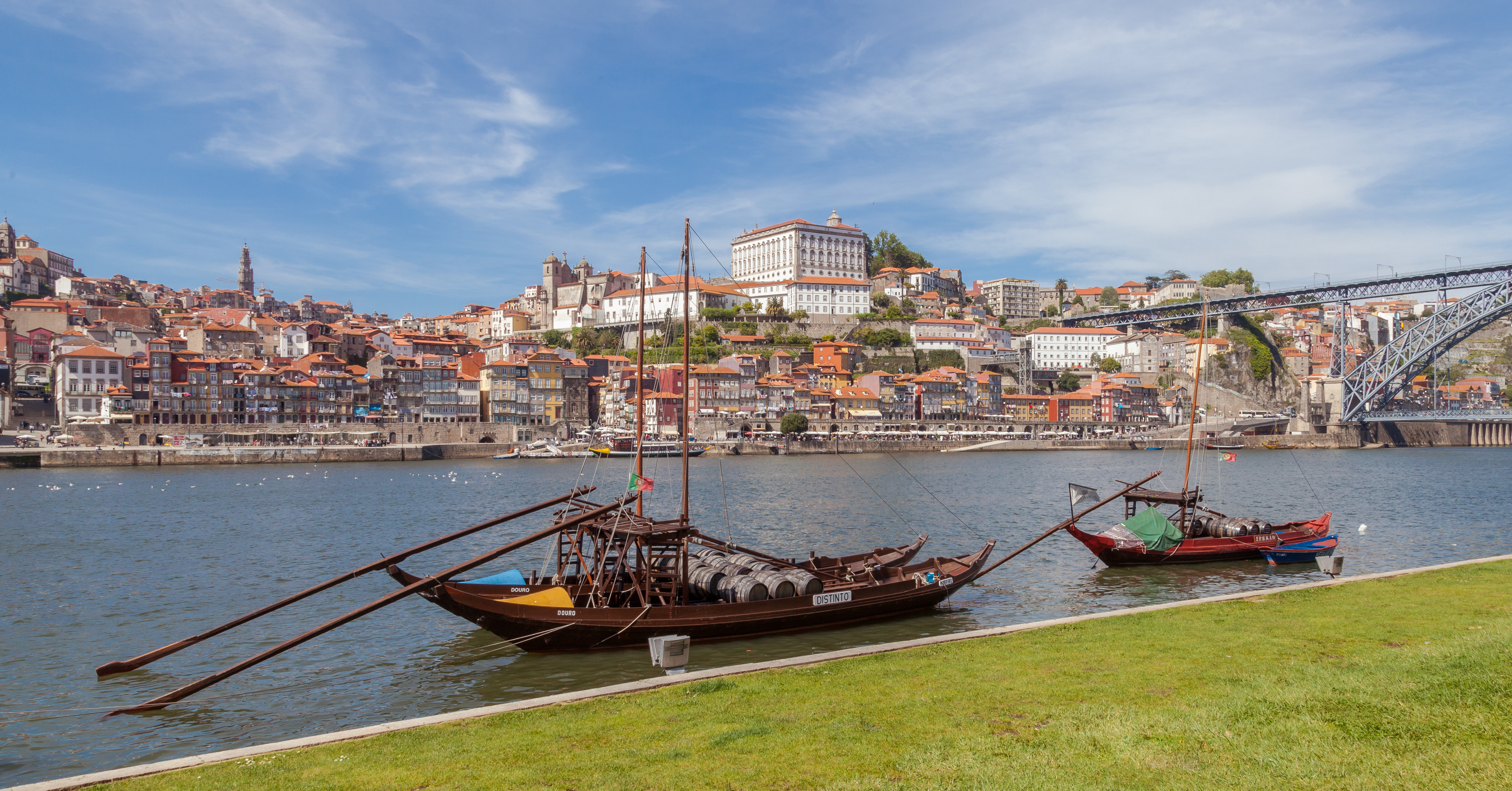
Le quartier Ribeira, sur la rive Nord du fleuve Douro. Mai 2012.

Ribeira est le quartier du centre historique de Porto qui borde le fleuve Douro.

## Situation
Le quartier est construit sur les pentes de la colline que surplombent la cathédrale et le palais épiscopal. Ses maisons s'étagent sur la colline et descendent jusqu'à la rive Nord du Douro.
Il fait face à Vila Nova de Gaia, situé de l'autre côté du fleuve, et son quai est bordé par des caves des grandes maisons de négociants en vin de Porto.

## Description
Le quartier fut intégré dans l'ensemble classé en 1996 par l'Unesco dans la liste du patrimoine mondial : « Centre historique de Porto, Pont Luiz I et Monastère de Serra do Pilar ».